# Deklaracja z Cambridge
Deklaracja z Cambridge – jest dokumentem teologicznym przyjętym w 1996 roku w  Cambridge w stanie Massachusetts.
Jest wezwaniem dla współczesnego ewangelikalizmu, by wrócił do pięciu zasad reformacyjnych: sola Scriptura, solus Christus, sola gratia, sola fide i soli Deo gloria.